# 구보 도지로
구보 도지로(일본어: 久保 藤次郎, 1999년 4월 5일~)는 일본의 축구 선수이다.

## 구단 경력
그는 2021년 J3리그의 후지에다 MYFC에 입단했다. 2022년엔 리그 30경게 출전하여 10득점을 기록, J3리그 준우승으로 J2리그로 승격했다. 2023년 7월 J1리그의 나고야 그램퍼스로 이적했다. 2024년 8월 사간 도스로 이적했다. 2025년 가시와 레이솔로 이적했다.

## 국가대표팀 경력
그는 2025년 EAFF E-1 풋볼 챔피언십에 참가할 일본 국가대표팀에 발탁되었으며, 7월 8일 홍콩와의 경기에서 데뷔했다. 대회 우승을 차지했다.